# Castel Vittorio
Castel Vittorio (ligur nyelven Castè) egy olasz község a Liguria régióban, Imperia megyében.

## Földrajz
Imperiától 66 km-re helyezkedik el.

## Története
A település neve eredetileg Castello di Dodo volt, amelyet valószínűleg a germán alapítója után kapott. Később nevét Castelfrancóra változtatták. Jelenlegi nevét 1862-ben kapta II. Viktor Emánuel olasz király tiszteletére. A település pontos alapítására vonatkozóan nincsenek pontos adatok. Egy ideig a ventimigliai grófok birtoka volt, majd a 13. századtól a Genovai Köztársaság része lett. A napóleoni háborúk során a franciák szerezték meg, majd 1815-ben, a bécsi kongresszus után a Szárd-Piemonti Királysághoz csatolták.

## Látnivalók

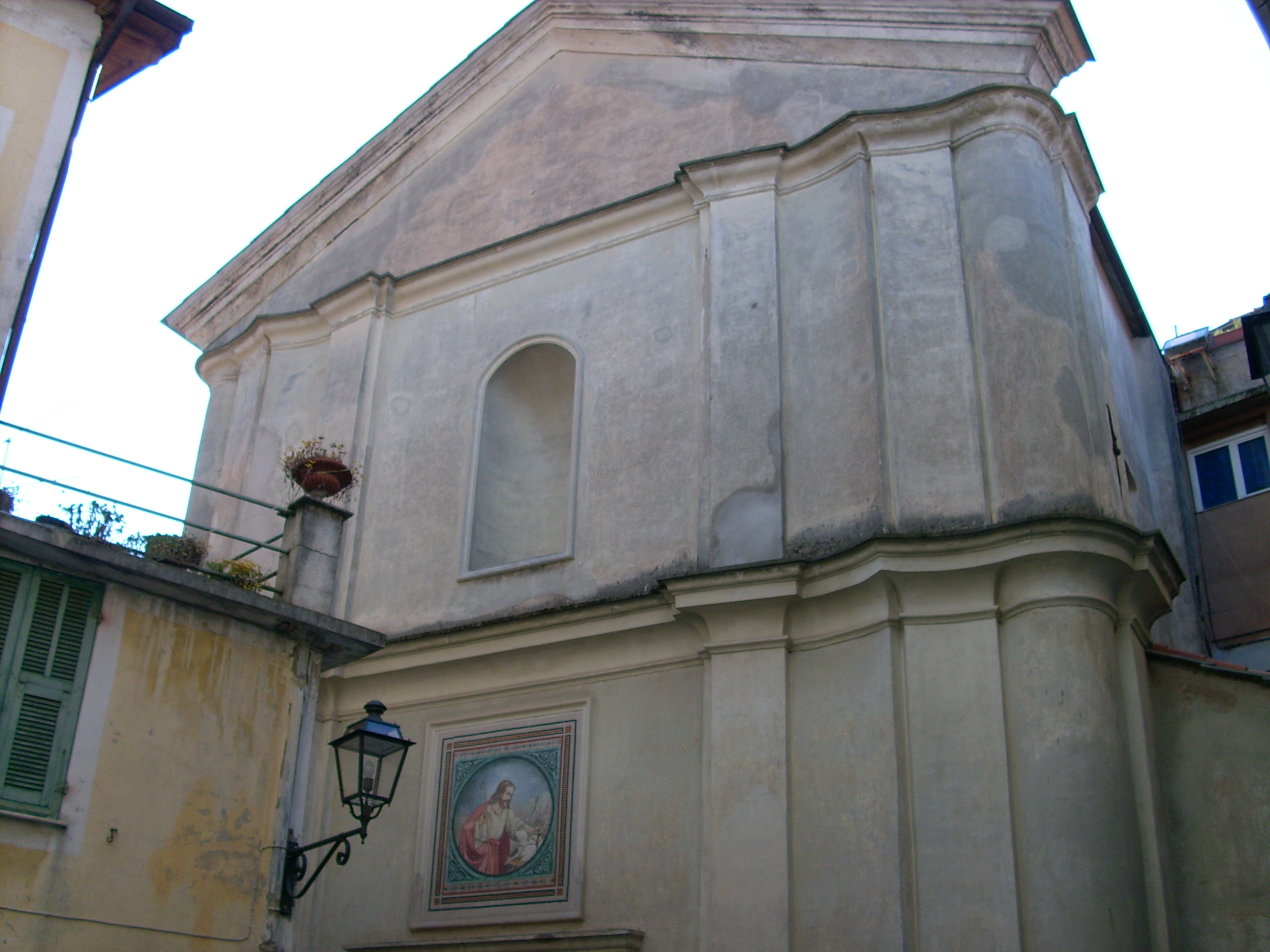
Chiesa di Santo Stefano

- Santo Stefano parókiatemplom: Szent István vértanúnak szentelve. Belsejében 16. századi festményekkel.
- Oratorio di Santa Caterina: aközépkorban épült
- Santa Maria di Lago Pigo templom: barokk stílusú, ma elhagyatott épület.

## Gazdaság
A település gazdasága a mezőgazdaságra épült: zöldség-, szőlő-, olajbogyó- és gyümölcstermesztés, de jelentős az állattartás is. Tulajdonképpeni ipari termelés nincs, csak néhány kisebb építőipari cég működik a településen.

## Közlekedés
Castel Vittorio  nem rendelkezik közvetlen autópálya-összeköttetéssel, de az A10 autópálya  Ventimiglia lehajtójáról elérhető.

## Fordítás
- Ez a szócikk részben vagy egészben  a   Castel Vittorio című olasz Wikipédia-szócikk fordításán alapul.  Az eredeti cikk szerkesztőit annak laptörténete sorolja fel. Ez a jelzés csupán a megfogalmazás eredetét és a szerzői jogokat jelzi, nem szolgál a cikkben szereplő információk forrásmegjelöléseként.